# Erik Larsson (arkitekt, 1928–2011)
Erik Abraham Larsson, född 29 december 1928 i Skogs församling, Gävleborgs län, död 15 februari 2011 i Gävle Staffans församling, var en svensk arkitekt.
Efter studentexamen i Söderhamn 1948 utexaminerades Larsson från Kungliga Tekniska högskolan 1952. Han var anställd på privata arkitektkontor 1952–1954, på länsarkitektkontoret i Falun från 1954, på Gävleborgskommunernas arkitektkontor i Gävle från 1956, blev stadsplanearkitekt i Gävle stad från 1960 samt var stadsarkitekt där 1966–1989. Han bedrev även egen arkitektverksamhet från 1955. 
Larsson upprättade stads- och generalplan för Gävle. Han ritade bland annat punkthus i Herrgårdshagen, Gävle, ålderdomshem i Ljusne och Edsbyn, ett större hyreshusområde och ungdomsgård i Morgårdshammar samt affärs- och flerfamiljshus i Edsbyn. På stadsarkitektposten efterträddes han av Gunnar Lidfeldt. Larsson är begravd på Skogskyrkogården i Gävle.